# Droga krajowa nr 113 (Kostaryka)
Droga krajowa nr 113 (hiszp. Ruta Nacional Secundaria 113/Ruta 113) – jedna z dróg krajowych w Kostaryce. Znajduje się ona w prowincji Heredia.

## Opis
W prowincji Heredia droga krajowa nr 113 przebiega przez kanton Heredia (przez dystrykt Heredia), kanton Barva (przez dystrykty San Pablo, San José de la Montaña) oraz kanton San Rafael (przez dystrykty San Rafael, San Josecito, Santiago i Ángeles).